# David M. McIntosh

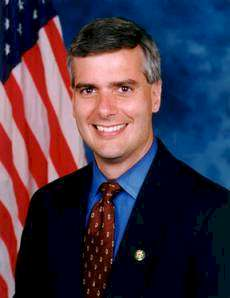
David M. McIntosh

David Martin McIntosh (* 8. Juni 1958 in Oakland, Kalifornien) ist ein US-amerikanischer Politiker. Zwischen 1995 und 2001 vertrat er den Bundesstaat Indiana im US-Repräsentantenhaus.

## Leben
Nach dem Tod seines Vaters kam David McIntosh im Alter von fünf Jahren nach Kendallville in Indiana, dem Heimatort seiner Mutter. Er studierte bis 1980 an der Yale University und gehörte dort zu den Mitbegründern der Federalist Society. Nach einem anschließenden Jurastudium an der University of Chicago wurde er im Jahr 1983 als Rechtsanwalt zugelassen. Politisch wurde er Mitglied der Republikanischen Partei. Während der Präsidentschaft von Ronald Reagan arbeitete er für das US-Justizministerium. Außerdem gehörte er dem Beraterstab des Präsidenten für innere Angelegenheiten an. Danach arbeitete er für Vizepräsident Dan Quayle.
Bei den Kongresswahlen des Jahres 1994 wurde McIntosh im zweiten Wahlbezirk von Indiana in das US-Repräsentantenhaus in Washington, D.C. gewählt, wo er am 3. Januar 1995 die Nachfolge von Philip R. Sharp antrat. Nach zwei Wiederwahlen konnte er bis zum 3. Januar 2001 drei Legislaturperioden im Kongress absolvieren. Im Jahr 2000 verzichtete er auf eine weitere Kongresskandidatur. Stattdessen bewarb er sich um den Posten des Gouverneurs von Indiana, unterlag aber dem demokratischen Amtsinhaber Frank O’Bannon mit 42:57 Prozent der Stimmen.
Seit 2001 ist er Partner der in Washington ansässigen Anwaltskanzlei Mayer Brown. Er verwarf im Jahr 2004 eine zunächst geplante erneute Kandidatur für das Gouverneursamt und kündigte im Juli 2011 an, sich bei den Kongresswahlen des Jahres 2012 um die Rückkehr ins US-Repräsentantenhaus bemühen zu wollen. Nachdem Amtsinhaber Dan Burton seinen Verzicht erklärt hatte, traf McIntosh in der Primary seiner Partei auf Susan Brooks, der er knapp unterlag.